# ポケットU
ポケットUとはかつてNTTドコモが提供していた携帯電話から、自宅のPCにある、動画、音楽、画像、ワード、エクセル等のドキュメントファイルを閲覧、視聴することができるサービスである。なお、名称の似た同社のホームUやmopera Uと関連はない。

## 概要
NTTドコモが提供するサービスで、自宅のパソコン内のコンテンツを外出先でNTTドコモの携帯電話やスマートフォンから視聴・閲覧することができる。自宅のPCにポケットU専用ソフトをインストールし、NTTドコモのサーバとVPNで接続することにより、自分の携帯電話から、自宅のPCにアクセスし、自宅のPC内の動画や音楽を視聴したり、画像や、Microsoft Officeのファイルなどを閲覧することができる。パケホーダイ、パケホーダイ・ダブル等の定額契約をしていないと利用はできない。
しかし、クラウドコンピューティングの普及による通信環境の変化に伴い、2011年8月31日をもって新規契約の受付は終了し、2012年2月29日にはサービス自体が終了した。

## ポケットUソフト
ポケットUソフトとは、自宅のPCへ携帯電話からアクセスした際の認証や、PCに保存した、動画、音楽、画像、ドキュメントデータを携帯電話で利用できるフォーマットに変換する機能をもつ。
ファイル変換機能（携帯で閲覧できるようにファイルを変換する）
以下のファイルを利用できるようになる。
動画：ＤＶ、非圧縮AVI、MPEG1/2、3GPP（MobileMP4）
ポケットUソフトによりMP4に変換し、携帯電話に送信する。
音楽：AAC、AAC＋（HE－AAC）、WAV、3GPP（MobileMP4）
ポケットUソフトによりMP4に変換し、携帯電話に送信する。
画像：JPEG、GIF、BMP
ポケットUソフトによりリサイズされる
文書：Word、Excel、PowerPoint、PDF
ポケットUソフトによりPDFに変換して携帯電話で閲覧。
ファイル公開機能
上記で変換したファイルを携帯電話で利用できるようなWeb変換機能やファイルのアクセスフォルダの作成機能をもつ。
接続機能
ドコモとPCを接続させるためのVPN機能や認証機能

### プラグイン
Webカメラプラグイン
Webカメラで撮影した画像をポケットUソフトを介して閲覧することができる。
ネット家電プラグイン
家庭内LANに接続されたハードディスクレコーダーの動画などをポケットUで閲覧するためのプラグイン
プレイリストプラグイン
iTunesのプレイリスト内の音楽をポケットUで利用するためのプラグイン
TVぴたっとプラグイン
TVチューナーで録画したTV番組をシーン毎に分割して、ポケットUで閲覧するためのプラグイン。提供はフレームワークスタジオ。

## 利用可能機種
平成21年7月現在、902iシリーズ以降の機種が利用可能。ただし、一部利用できない機種もあり。またPDF閲覧機能のない機種はドキュメントの閲覧はできない。
スマートフォンはHT1100とF1100、HT-01A、HT-02A、T-01A、BlackBerry Bold(無線LAN利用時）が利用可能。

## 接続環境
PC側の設定
利用可能OSはWindows XP/HOME/Pro、Windows Vista 32bit版。
パソコンにポケットUソフトをインストールし、VPN接続が可能なネットワーク環境が必要となる。ウイルスソフト等のソフトが入っていない場合、利用できない。ドキュメント閲覧を利用する場合、Microsoft Office2003か2007が必要となる。
利用したいコンテンツをポケットUソフトのフォルダに登録すると、携帯電話やスマートフォン・パソコンで視聴・閲覧できる形式に変換され、外出先で携帯電話などから視聴・閲覧できるようになる
携帯電話からのアクセス
iMenu→マイメニュー／マイボックス→ポケットUを選択することで、コンテンツを利用できる。
月額利用料金 315円